# Dysprosium(II)-chlorid
Dysprosium(II)-chlorid ist eine anorganische chemische Verbindung des Dysprosiums aus der Gruppe der Chloride.

## Gewinnung und Darstellung
Dysprosium(II)-chlorid kann durch Reduktion von Dysprosium(III)-chlorid mit Dysprosium im Vakuum bei 800 bis 900 °C gewonnen werden.
{\displaystyle \mathrm {Dy+2\ DyCl_{3}\longrightarrow 3\ DyCl_{2}} }

## Eigenschaften
Dysprosium(II)-chlorid ist ein schwarzer Feststoff. Die Verbindung ist äußerst hygroskopisch und kann nur unter sorgfältig getrocknetem Schutzgas oder im Hochvakuum aufbewahrt und gehandhabt werden. An Luft oder bei Kontakt mit Wasser geht er unter Feuchtigkeitsaufnahme in Hydrate über, die aber instabil sind und sich mehr oder weniger rasch unter Wasserstoff-Entwicklung in Oxidchloride verwandeln. Die Verbindung besitzt eine Kristallstruktur vom Strontiumbromid-Typ mit der Raumgruppe P4/n (Raumgruppen-Nr. 85).